# Didier Cottaz

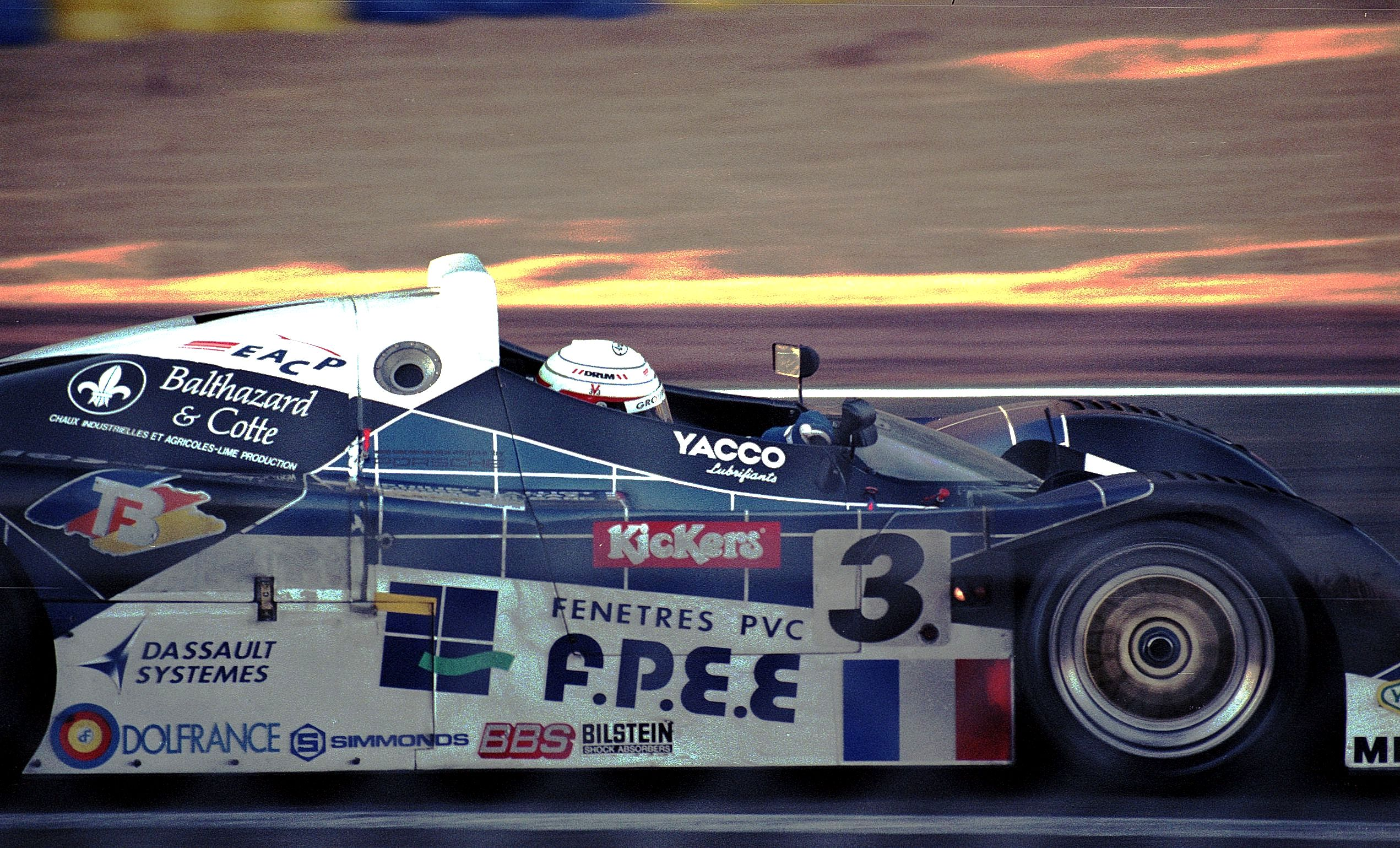
Didier Cottaz im Courage C36 beim 24-Stunden-Rennen von Le Mans 1996

Didier Cottaz (* 23. Mai 1967 in Bourgoin-Jallieu) ist ein ehemaliger französischer Autorennfahrer und Unternehmer.

## Karriere im Motorsport
Die ersten Erfolge im Motorsport hatte Cottaz in der französischen Formel-Renault-Meisterschaft, wo er 1990 auf einem Swift FR90 Gesamtsechster in der Meisterschaft wurde (die Gesamtwertung gewann Emmanuel Collard vor Franck Lagorce). Nach einem 8. Rang 1992 sicherte er sich 1993 die Gesamtwertung der Französischen Formel-3-Meisterschaft. 1994 wurde er Fünfter in der Internationalen Formel-3000-Meisterschaft und wechselte 1995 vom Monoposto in den Sportwagensport.
Seine größten Erfolge waren die Gesamtsiege beim 4-Stunden-Rennen von Le Mans 1997 und beim 2-Stunden-Rennen von Jarama im selben Jahr. Seine beste Platzierung beim 24-Stunden-Rennen von Le Mans war der vierte Gesamtrang 1997.

## Unternehmer
Schon während seiner Motorsport-Karriere gründete Cottaz eine Eventagentur – Didier Cottaz Management – die er heute noch betreibt. Cottaz organisiert vor allem Sport-Events und große öffentliche Veranstaltung. Das Unternehmen hatte ursprünglich die Aufgabe, Sponsorgelder für die Renneinsätze zu beschaffen.

## Statistik

### Le-Mans-Ergebnisse
| Jahr | Team                | Fahrzeug    | Teamkollege      | Teamkollege          | Platzierung | Ausfallgrund    |
| ---- | ------------------- | ----------- | ---------------- | -------------------- | ----------- | --------------- |
| 1996 | Courage Compétition | Courage C36 | Philippe Alliot  | Jérôme Policand      | Ausfall     | Unfall          |
| 1997 | Courage Compétition | Courage C41 | Marc Goossens    | Jérôme Policand      | Rang 4      |                 |
| 1998 | Courage Compétition | Courage C51 | Marc Goossens    | Jean-Philippe Belloc | Ausfall     | Getriebeschaden |
| 1999 | Nissan Motorsports  | Courage C52 | Marc Goossens    | Fredrik Ekblom       | Rang 8      |                 |
| 2000 | SMG Compétition     | Courage C60 | Gary Formato     | Philippe Gache       | Ausfall     | Aufhängung      |
| 2001 | Pescarolo Sport     | Courage C60 | Emmanuel Clérico | Boris Derichebourg   | Ausfall     | Unfall          |
| 2002 | Courage Compétition | Courage C60 | Thed Björk       | Boris Derichebourg   | Rang 15     |                 |